# 베네치아 사육제

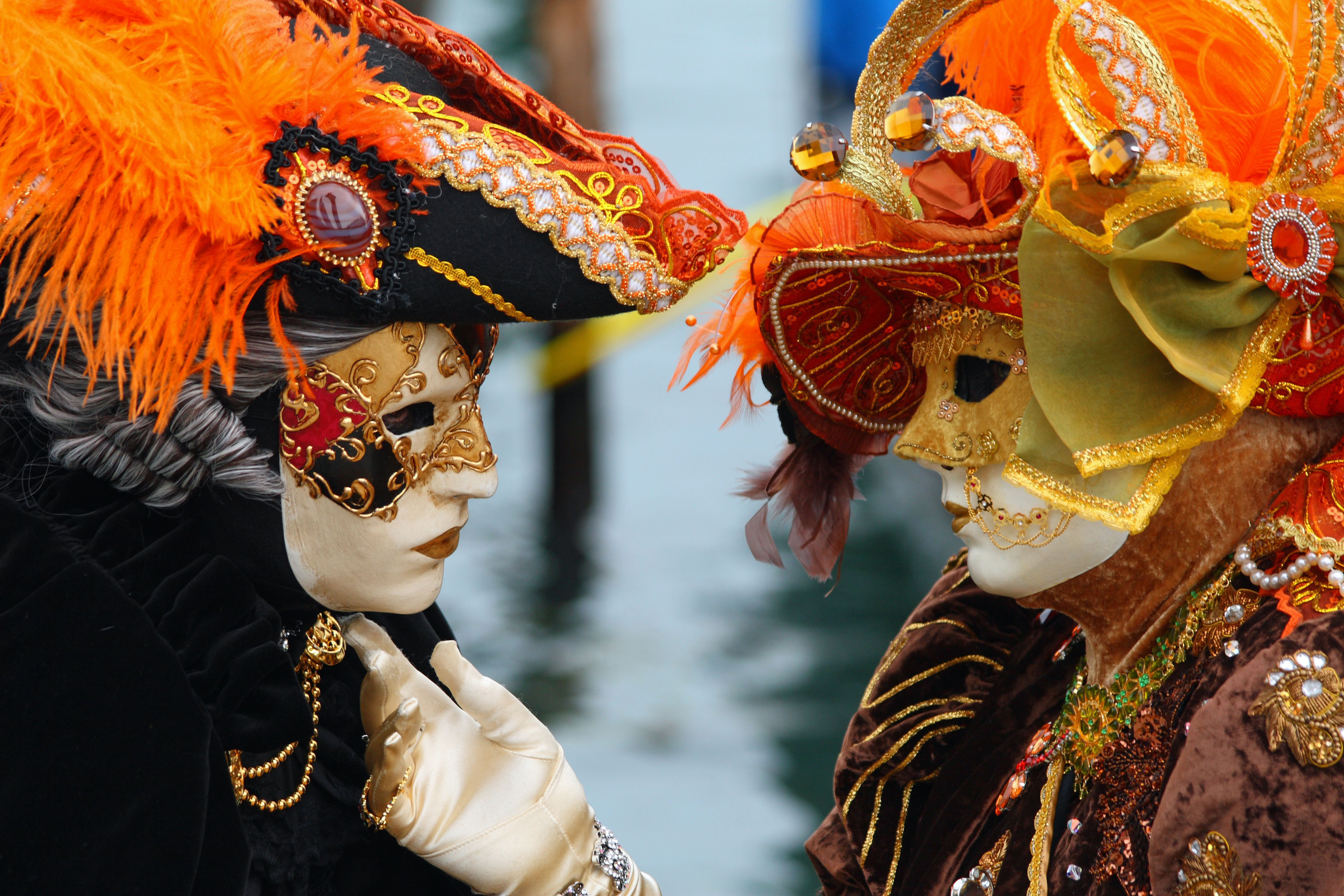
베네치아 사육제

베네치아 사육제(이탈리아어: Carnevale di Venezia)는 이탈리아 베네치아에서 열리는 축제로, 사순절의 시작을 알리는 재의 수요일 전 날까지 18일 동안 열린다. 현재 이탈리아 최대 축제이자 브라질 리우 카니발, 프랑스 니스 카니발과 함께 세계3대 사육제로 뽑힌다. 사육제는 전 세계 가톨릭 국가들을 중심으로 성대하게 펼쳐지는 그리스도교 축제로 부활절을 기준으로 축제 시작일이 매년 바뀌며, 보통 1월 말에서 2월 사이에 시작해 사순절 전날(Mardi Gras: 마르디 그라, 참회의 화요일)에 끝난다. 베네치아 사육제는 가면과 더불어 그 의상 때문에 가면 축제라고 불린다. 화려한 가면과 옷을 차려 입고 베네치아 곳곳을 누비며 광장을 가득 메운 베네치아 시민들과 관광객은 베네치아 사육제 자체를 상징한다. 울리히 쿤 하인은 베네치아 사육의 분위기에 대하여 "베네치아 사육제의 독특한 분위기는 무엇보다도 환상적인 의상에서 나오는데, 그 화려함은 과거 베네치아 공화국의 영화를 의식적으로 암시 하는 것이기도 하다" 라고 평가하였다. 축제 기간에는 산 마르코 광장을 중심으로 베네치아 전역에서 가면축제, 가장행렬, 연극 공연, 불꽃 축제,민속오락 등이 열리며사람들은 사육제의 떠들썩한 가장 무도회의 익명속에 영혼의 해방을 경험하게 된다. 베네치아 사육제를 대표하는 행사는 축제 기간의 마지막 주말에 열리는 아름다운 가면과 의상 경연대회이다. 이 대회에서는 과거로부터 전해 내려오는 가면 및 의상과 더불어 새롭게 만들어진 가면과 의상이 어우러져 과거와 현재가 만나는 장이 이루어진다. 시민들 또한 옛 전통 의상을 입고 가면을 쓰고 시내를 돌아다니며 과거로의 여행을 즐긴다. 현재 베네치아 사육제는 약 300만 명의 방문객과 함께하는 대규모 축제이며 세계 10대 축제로 뽑히는 세계인의 축제가 되었다.

## 축제의 유래
베네치아 사육제에 대해 언급한 가장 오래된 기록은 베네치아의 비탈레 팔리에르(Vitale Falier) 총독의 재임기였던 1092년이다. 그러나 오늘날까지 이어져 온 베네치아 사육제는 베네치아 공화국(Serenissima Repubblica di Venezia)이 1162년 아퀼레이아(Aquileia)와의 분란에서 승리한 기념으로 벌어진 축제에서 시작된 것으로 추정한다. 아퀼레이아의 대주교는 베네치아 공화국에 대항해 반란을 일으킨 프리울리와 힘을 합쳐 그라도의 영토 분쟁에 끼어들었다. 하지만 대주교는 베네치아 군대가 파도바와 전쟁을 치르는 사이에 베네치아를 공격했다가 패한 뒤, 열두 영주와 함께 베네치아로 끌려와 매년 공물을 바치기로 약속하고 나서야 풀려났다. 베네치아인들은 아퀼레이아 대주교에 대한 승리를 기뻐하며 산 마르코 광장에 모여 춤을 추며 축제를 벌였고, 공물로 바쳐진 소 1마리와 돼지 12마리를 관중이 보는 앞에서 도살했다. 이로부터 매년 아퀼레이아 대주교가 바친 공물을 도살하며 축제를 벌이는 전통이 시작됐다.

## 축제의 역사
아퀼레이아와의 분란에서 승리한 후 134년이 지나 1296년에 베네치아 공화국 의회는 사순절 전날을 축일로 지정했다. 이후 베네치아 사육제는 베네치아 공화국의 공식 축제로 중세를 거쳐 르네상스 시대 내내 지속됐다. 14~15세기 르네상스 시대에 들어와서는 군주들이 축제와 특히 사육제에 대한 커다란 후원을 하게 되면서 더욱 성장하게 된다. 이들은 사육제 기간 동안 위대한 예술가들과 시인들을 불러들어 살롱과 궁중에서 지배층과 부자들을 위한 가면 무도회를 열었다. 18세기에 와서는 그 화려함과 장엄한 아름다움이 절정에 달하게 된다. 그러다 18세기 후반에 베네치아 사육제는 쇠퇴기를 맞이하게 되는데 1798년 오스트리아가 베네치아를 점령함에 따라 베네치아의 전통 축제였던 사육제는 억압받게 된 것이다. 외출시 가면 복장을 하는 것 역시 금지되었다. 이후 사육제는 베네치아 인근 섬 등지에서 간신히 명맥이 이어졌으나 1930년대 무솔리니 파시스트 정권에 의해 완전히 금지된다. 한편 19세기에 산업화가 이루어지면서 새로운 생활환경이 도입되면서 많은 전통적인 관습들이 사라지는 면도 있었다.

## 축제 프로그램

### 황소 목 자르기
베네치아 사육제의 가장 오래된 의식은 사순절 전 목요일에 행해졌다. 이날은 일종의 전쟁을 위한 공물인 황소 1마리와 12마리의 돼지가 아퀼레이아 총대주교에 의해 준비되었고 잔인한 의식이 끝난 뒤 대중 앞에서 그 동물들을 죽였다. 이 의식은 12세기에 있었던 베네치아공화국과 아퀼레이아 총대주교 관할국의 대결을 기념하기 위한 것으로, 고관들 앞에서 행해졌으며 칙명에 의해 1525년 중단되었고 황소 한 마리의 목을 자르는 단순한 행사로 바뀌었다. 그러나 잔인하다는 이유로 현재는 중단되었다.

### 마리아 축제
베네치아 사육제는 항상 마리아 축제(La Festa delle Marie)로 시작한다. 마리아 축제는 베네치아 총독이 아름답지만 가난한 소녀 열두 명에게 신부의 지참금으로써 보석을 나누어주던 전통에서 유래했다. 오늘날에는 베네치아 전통 의상 퍼레이드의 의미를 지니는데, 선발된 12명의 소녀들은 전통 의상을 입고 호위를 받으며 산피에트로 디 카스텔로 성당에서 산 마르코 광장까지 행진한다. 이 거리 축제에는 여러 가지 퍼포먼스와 댄스가 뒤따른다. 광장에서 소녀들을 기다리며 환호하는 관중에게 소개되는 소녀들 중 한 명이 선택되어 이듬해 베네치아 사육제의 ‘천사 강림’ 이벤트에서 천사 역할을 맡는다.

### 천사의 비행
천사의 비행은 ‘천사’가 산 마르코 광장 종탑에서 광장 바닥까지 늘어뜨린 줄을 타고 총독에게 경의를 표하며 내려오는 것이다.한동안 비둘기 모양의 나무 로켓이 천사를 대신해 날아 내려오면서 산 마르코 광장을 가득 채운 인파의 머리 위에 꽃을 뿌렸으나, 2001년부터는 다시 천사가 내려오는 것으로 바뀌었다. 천사 역할은 배우, 모델, 가수, 운동선수 등이 해왔는데, 2011년부터는 전해 마리아 축제에서 선택된 소녀가 이듬해 사육제의 천사 역할을 맡고 있다.
둘째 날에는 수많은 사람들이 전통의상을 입고, 마스크를 쓰고, 마임을 하거나 음악을 연주하며 산마르코 광장에서 퍼레이드를 벌인다.

### 가면 무도회
산마르코 광장에서는가면을 쓰고 환상적인 의상을 입은 사람들이 오케스트라 음악에 맞춰 왈츠와 카드릴(네사람이 한 조를 이루어)춤을 춘다

### 아름다운 가면 경연대회
가면무도회가 끝나면 산마르코 광장에서 경연자들은 자신의 가면과 의상을 선보인다. 이 선발 대회에는 과거로부터 전해 내려오는 가면 및 의상과 새롭게 만들어진 가면과 의상이 출품돼 솜씨와 개성을 뽐내며 국제 복식 전문가와 패션 디자이너들이 심사에 참여한다.이때 산마르코 광장은 야외 패션쇼장을 방불케한다.

### 대무도회
축제 마지막날인 화요일 밤에 산마르코 광장에서 벌어지는 대무도회에는 어마어마한 군중들이 모여들어 사육제의 마지막 순간까지 '광란에 가까운 환희의 상태' 가 된다. 호텔이나 유명 카페에서는 부자들을 위한 디너파티나 가면무도회가 개최된다. 거리나 광장에서 이루어지는 프로그램은 모두 무료이지만, 호텔이나 카페에서 이루어지는 프로그램은 입장료가 수십만 원에 이르는 것도 있다. 복장도 자유복, 정장, 전통의상, 또는 동양의상 등으로 지정하고 있는데,  그 복장을 갖추어야만 입장이 허용된다. 시내 곳곳에서는 뮤지컬, 연극, 공예, 댄스 공연들이 함께 펼쳐진다.

## 가면 축제의 의미
프로이트(Sigmund Freud 1856~1939)는 축제를 '허락된 일탈'이라는 표현으로 성과 역할의 전복을 일시적이나마 가능하게 한다고 하였다. 특히 가면 축제는 사람들이 가면 속에 자신을 숨기고 평소에 할 수 없는 행동과 패션도 거리낌 없이 할 수 있다는 점이 모두에게 즐거움을 준다고 하였다. 메츠거(W.Mezger)는 가면 놀이가 정체성과 놀이를 병행하는 것이며 잠정적으로 자아를 포기하는 것이라고 하였다. 이는 축제의 가면 놀이는 참여하는 사람들이 일상에서 지니지 못한 경험이나 가능성을 테마로 하여 인간의 다양한 욕구와 실체들을 현실화 할 수 있다고 보는 것이다. 가면이 주는 비속박성, 난폭함, 반란의 바람은 일상적인 삶에서 발휘 될 수 없는 바람을 담고 있으며 원래의 모습이 요구하던 인내와 자제로부터 벗어나 성 역할, 지위, 성과 속에 대한 역할의 전도를 통하여 욕구의 표현, 일상성의 탈출과 충자를 하며 정체성과 놀이를 추구할 수 있다.
유럽 중세시기에는 지배계급(영주와 성직귀족)과 가난하고 착취당하던 피지배층(농노)의 구분이 명확하였다. 그러나 사육제 기간 동안에는 가면을 사용하게 됨으로써 사람들의 신분과 성별, 사회계급이 더 이상 존재 하지 않았다. 따라서 평민들은 잠시동안이라도 계급의 굴레를 벗어 던지고 함께 어울리면서 흥분과 기쁨을 만끽하고 심리적 해방감을 느낄 수 있었다. 베네치아 사육제 기간 동안은 모두가 참여할 수 있는 무도회가 열렸으며, 가면 복장을 한 귀족들과 평민들이 뒤섞이어 매우 즐겁게 보내기도 하였다.
또한 사육제는 평소에 쌓였던 불만을 해소해주는 장치이기도 했는데. 사육제는 항상 그래왔듯이 그 기간중 우리로 하여금 권위를 조롱하고 비웃을 수 있도록 허용해준다. 오늘날도 변장을 통해서 이탈리아와 세계의 정치적 사건들을 풍자하는 것은 사육제의 단골 메뉴이다. 엄격한 신분사회에서 잠시나마 긴장을 해소하게 함으로써 법과 질서가 정말로 위험하게 되는 것을 방지해주는 안전 밸브와 같은 역할을 하는 사육제의 측면 때문에 지배계급은 사육제를 이해심을 가지고 방관하였다.

## 사육제 가면들
가면은 베네치아 사육제의 중요한 상징이 되어왔다. 전통적으로 사람들은 스테파노의 날축제와 사육제 시작 시기인 참회의 화요일 자정 사이에 가면을 쓰는 것이 허용되었다. 가면이 예수승천일과 10월 5일에서 크리스마스에도 허용됨에 따라, 사람들은 한 해의 많은 부분을 변장하며 보낼 수 있었다. 가면 제작자들은 그들만의 법과 길드로 사회에서 특별한 지위를 누렸다. 베네치아식 가면은 가죽, 자기나 전통 유리기법을 이용해서 만들 수 있다. 그 전통적인 가면들은 오히려 디자인이나 장식적인 면에서 단순한 편이고 상징적이고 실용적인 기능을 갖추고 있었다. 오늘날, 대부분의 이탈리아 마스크는 석고로 만들어 금박을 입히고 깃털과 보석으로 장식하거나 손으로 그림을 그려 넣는 등 화려하게 변화했다.
베네치아에서 처음 마스크를 착용하게 된 동기를 설명하는 증거는 거의 없다. 한 학자는 대중 속에 얼굴을 가리는 것이 유럽 역사에서 가장 엄격한 계급 위계질서에 대한 베네치아의 독특한 반응이라고 주장한다. 베네치아에서의 가면 사용에 대해 언급한 최초의 기록은 13세기로 거슬러 올라간다. 1268년 5월의 법령에서, 가면을 쓴 남자들이 여자들에게 계란을 던져 시의회가 가면 착용을 금지했다고 한다. 또 같은 문서에 가면 쓴 사람의 도박을 금지하는 내용도 있었다. 1458년에 다른 법은 남자들이 가면을 쓰고 변장한 상태로 수녀원을 방문하는 것을 금했다. 얼굴을 칠하거나 가짜 수염, 가발을 쓰고 출입하는 것 또한 금했다.1608년에는 베네치아인들과 더불어 이방인들까지도 사육제 기간과 공식 연회에서만 가면을 착용할 수 있게 했다.1699년과 1718년에는 종교적인 축일에도 가면을 착용해서는 안된다는 법령이 공포됐다. 18세기에는 가면을 쓸 수 있는 기간이 법으로 정해졌다. 베네치아 인들은 그리스도 승천일부터 성탄절 까지, 산토 스테파노 축제부터 참회의 화요일 자정까지 가면을 쓸 수 있었다. 1797년 오스트리아가 베네치아를 점령 하면서 가면을 쓰는 것 또한 금지 되지만 이후 사육제의 부활과 함께 다시 등장하게 된다.

### 가면의 종류

#### 콜롬비나 (Colombina)
콜롬비나는 반쪽 마스크로 착용자의 눈과 코와 윗 볼쪽만을 덮도록 되어있다. 이 마스크는 금,은,크리스탈, 깃털 등으로 종종 고급스럽게 장식이 되기도 한다. 이 마스크는 막대로 얼굴에 고정하거나 흔한 베네체아 마스크들과 같이 리본으로 묶을 수 있게 되어있다. 콜롬비나 마스크는 즉흥극 '코메디아 델라르떼'(Commedia dell'arte)의 한 등장인물 로부터 이름을 따 온 것이다. 콜롬비나는 수 세대 동안 이탈리아 극장에서 사랑받는 하인이자 시녀였다. 알려지기로는 그녀는 자신의 아름다운 얼굴이 완전히 가려지는 걸 원치 않았고, 그녀를 위해 이 마스크가 제작되었다고 한다. 사실상 콜롬비나는 전적인 현대 시대 작품이다. 이 마스크를 무대나 생활에서 사용했다는 역사적인 그림들은 없다. 콜롬비나는 원래는 여성용 이었지만 지금은 남여 공용으로 사용된다.

#### 메디코 델라 페스테 (Medico della peste)
긴 부리가있는 메디코 델라 페스테는 본래 질병의 확산을 예방하기 위한 목적으로 17세기 프랑스 의사 '샤를 드 롬'에 의해 고안된 가면이다. '샤를 드 롬'은 페스트 환자를 치료하는 동안 다른 위생 예방조치와 함께 이 마스크를 사용하였다. 이 가면은 대게 흰색이며 텅빈 부리와 눈구멍으로 이루어져 있는데, 이 눈구멍은 유리원반으로 덮여있어서 안경을 쓴 것 같은 효과를 가져온다. 가면의 부리는 당시 신빙성 있던 포말전염설과 일치하게 만들어졌고 감염을 확산시키는 것으로 여겨진 역한 악취가 닿는 것을 막기 위해 텅빈 부리를 꽃과 달콤한 냄새를 지닌 물질로 채웠다.'샤를 드롬' 과 같이 이 가면을 사용한 페스트 의사들은  주로 일상적으로 볼 수 있는 검정 모자와 긴 검은 색 망토와 흰 장갑과 지팡이를 사용했다(환자들을 신체적인 접촉 없이 옮기기 위해). 그들은 이런 예방조치를 통해 질병과 접촉하지 않기를 원했다. 오늘날 메디코 델라 페스테 가면을 쓰는 사람들은 당시 페스트 의사들이 입었던 복장과 비슷하게 입는경우가 많다.이 가면이 사육제 가면으로 사용된 것은 전적으로 현대적인 관례에 의한 것이며,근래 마스크들은 훨신 더 장식이 많이 들어간다. 사육제에서 메디코 델라 페스테는 죽음과부패을 상징한다.

#### 모레타(Moretta)
모레타, 세르베타 무타 (servetta muta)는 귀족 여성들이 쓰던 끈이 없는 검정 벨벳 타원형 가면으로 넓은 눈구멍이 있고 입부분이 없는 것이 특징이다. 프랑스에서 16세기에 발명된 비사드(visard) 가면에서 유래되었지만, 말을 할 수 있는 구멍이 없다는 점에서 비사드 가면과는 차이가 있다. 모레타 가면은 간신히 여성의 신원을 가릴 수 있는 정도의 크기였으며 버튼이나 고리를 입으로 물어서 고정되었고 완전히 신분을 감추기 위해 가면을 쓴 후 위에 베일을 쓰는 경우도 흔했다.

## 갤러리

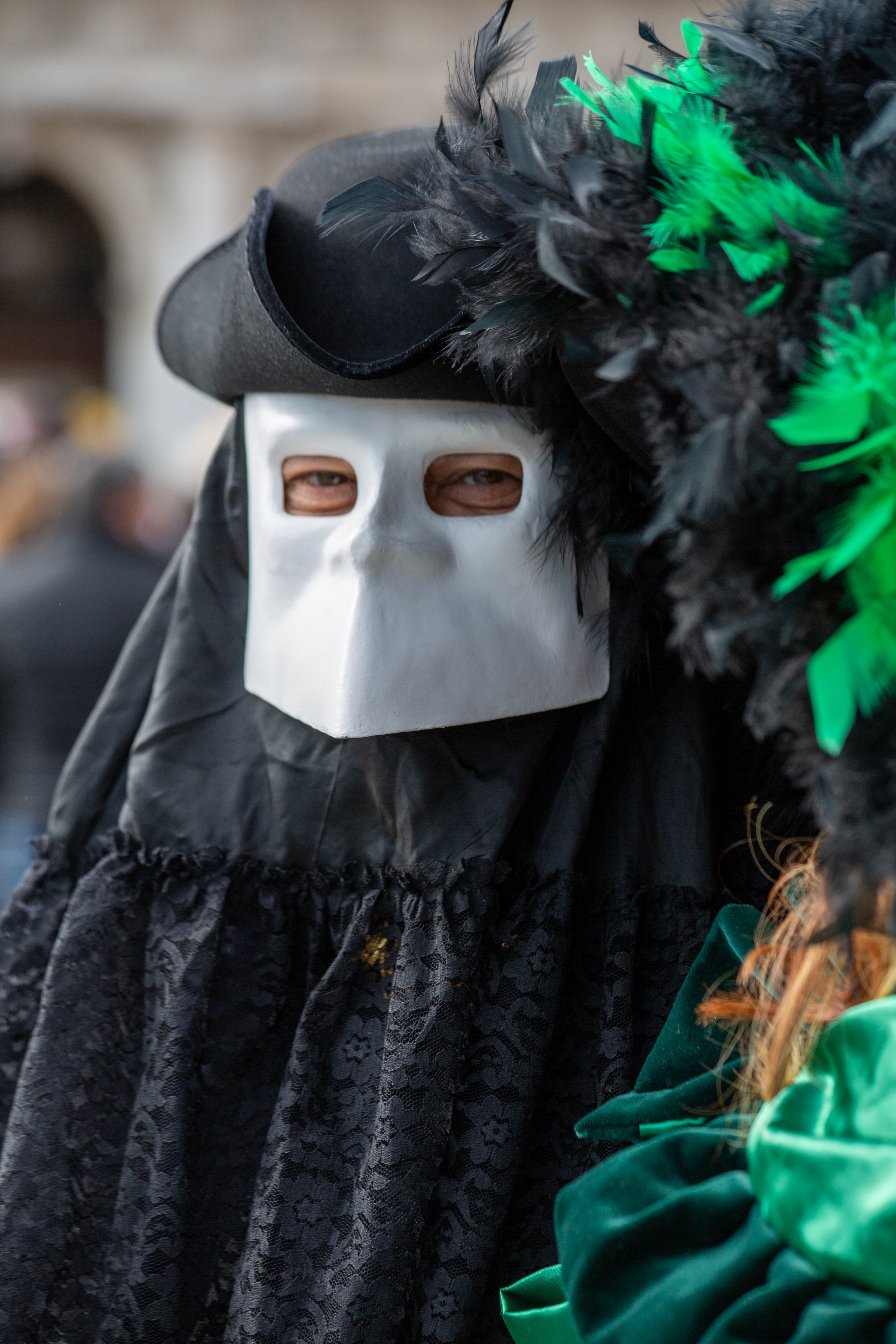
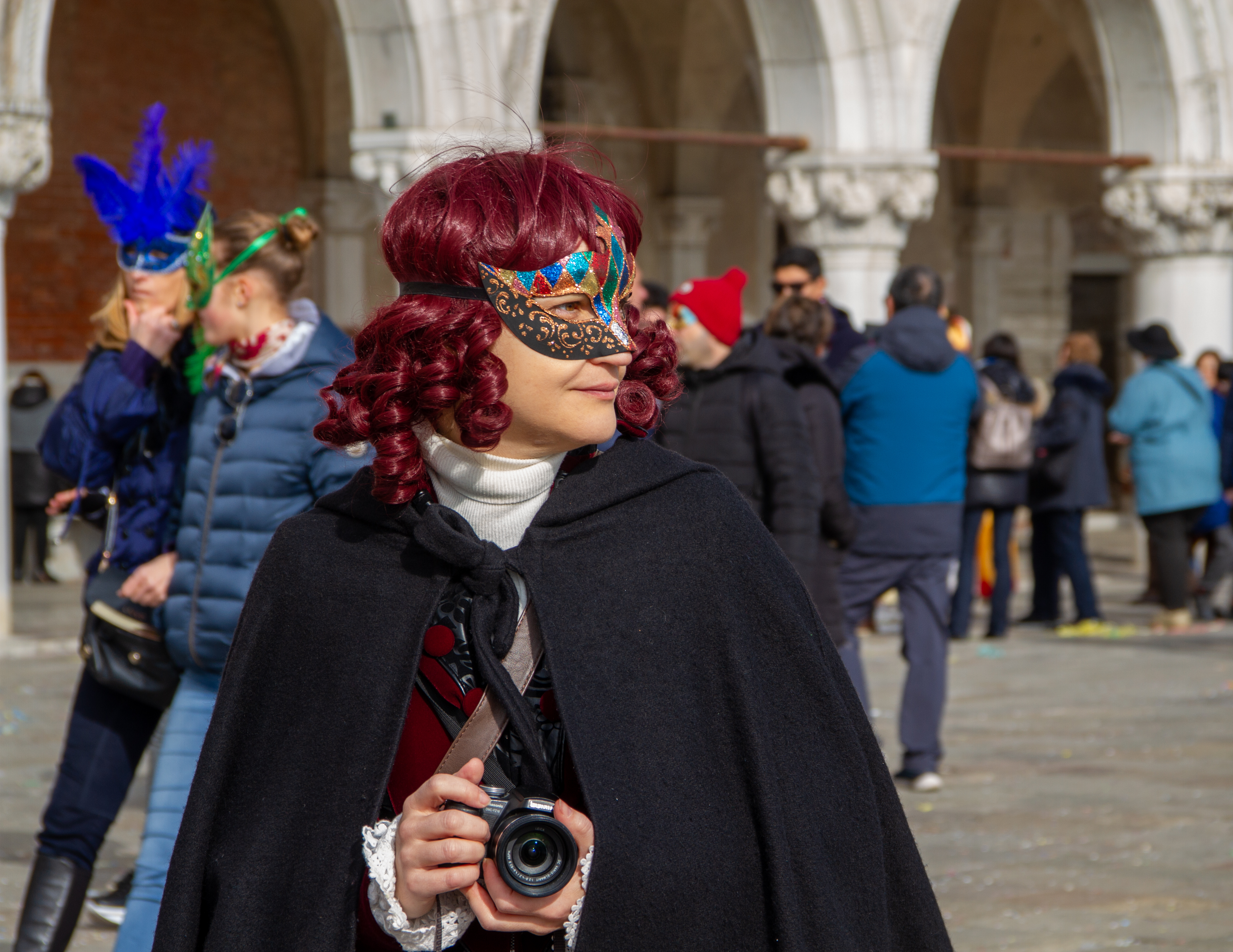
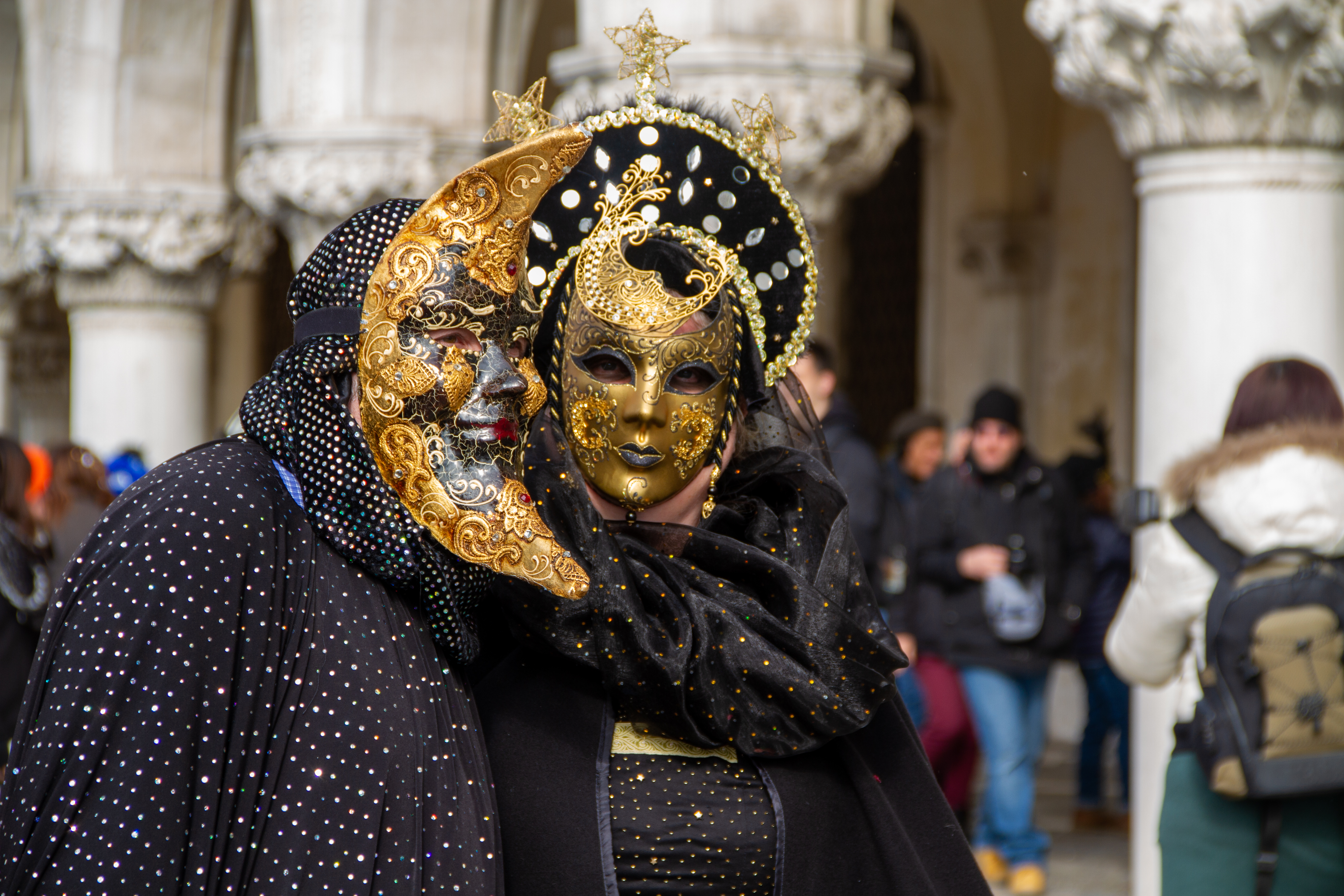
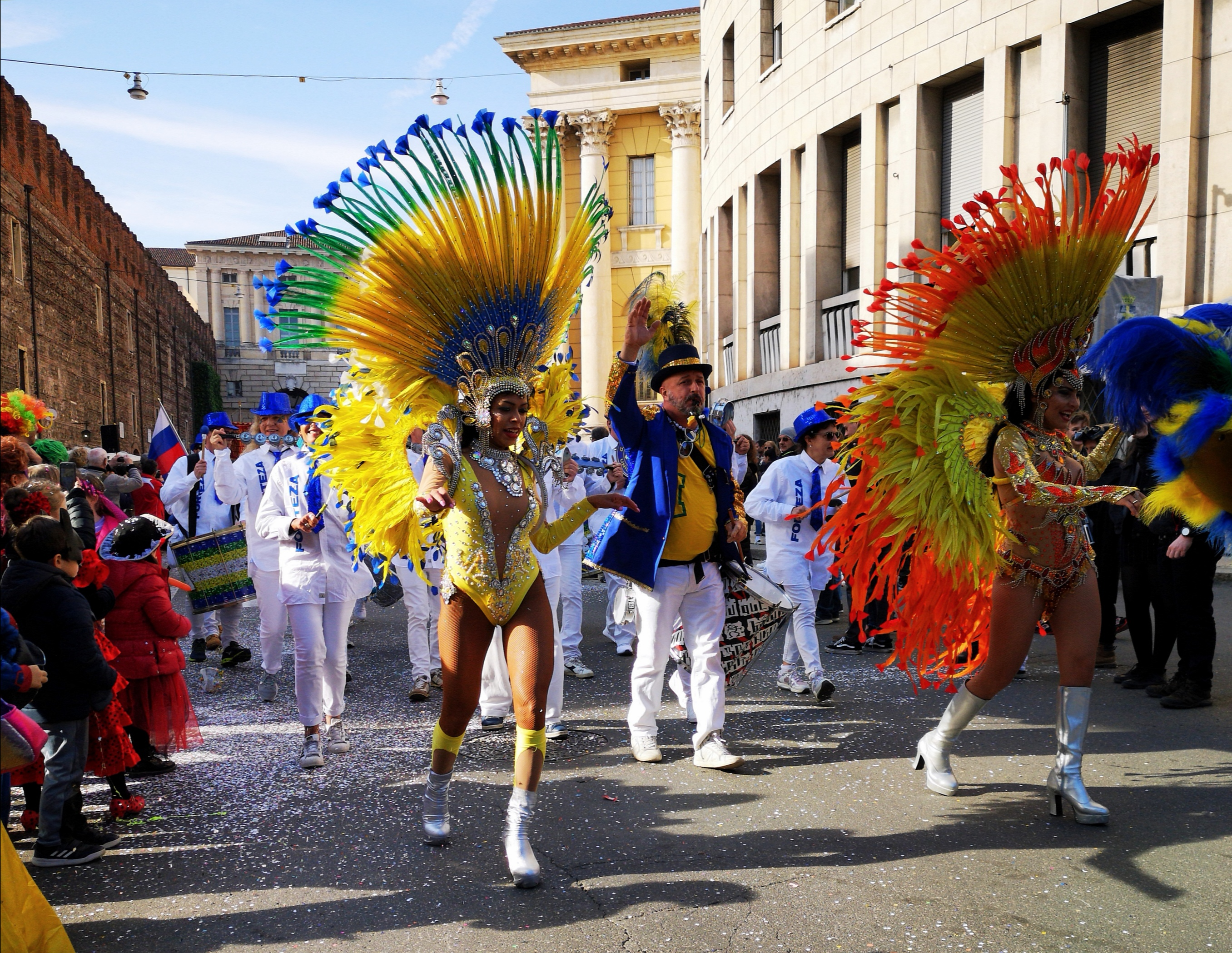
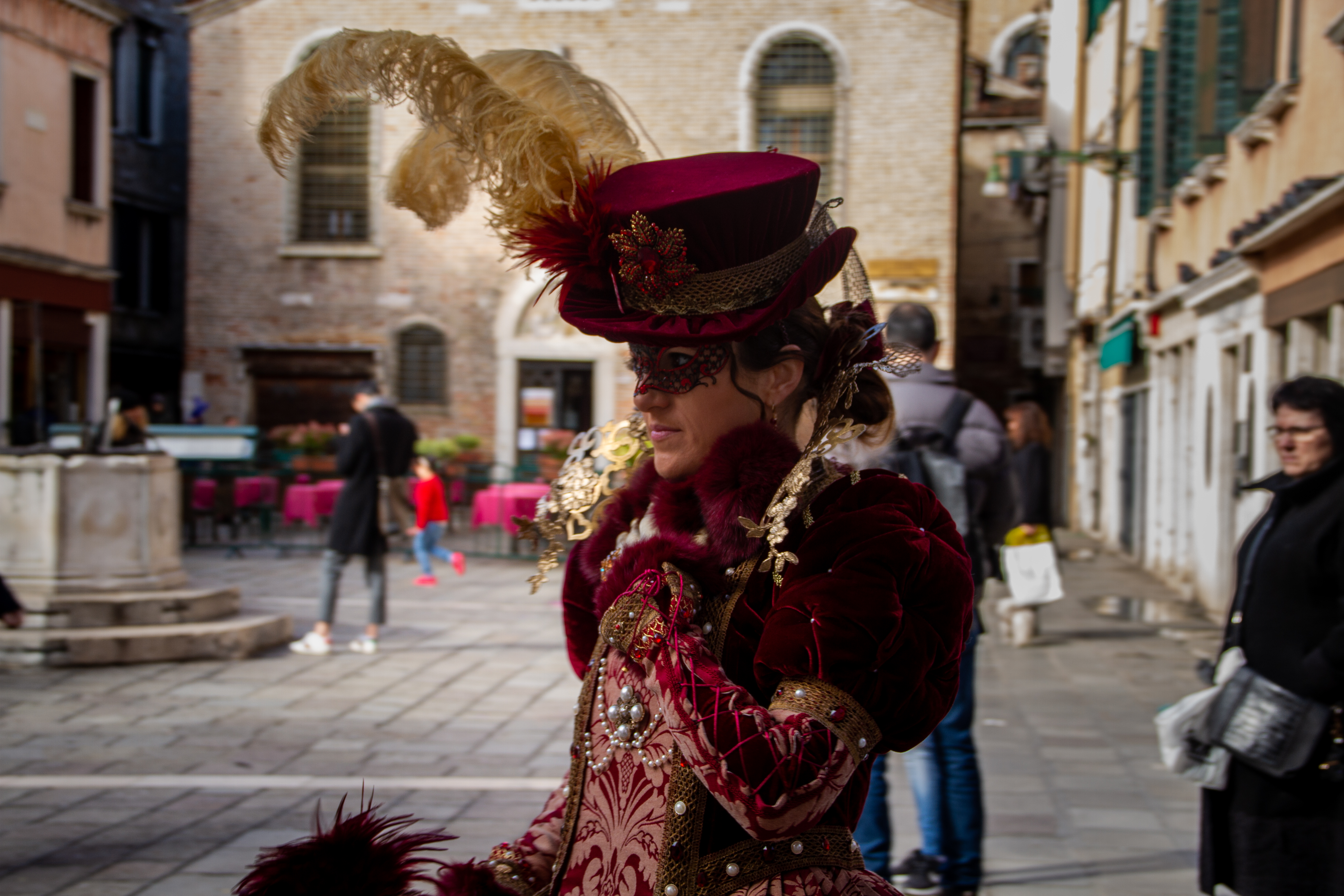
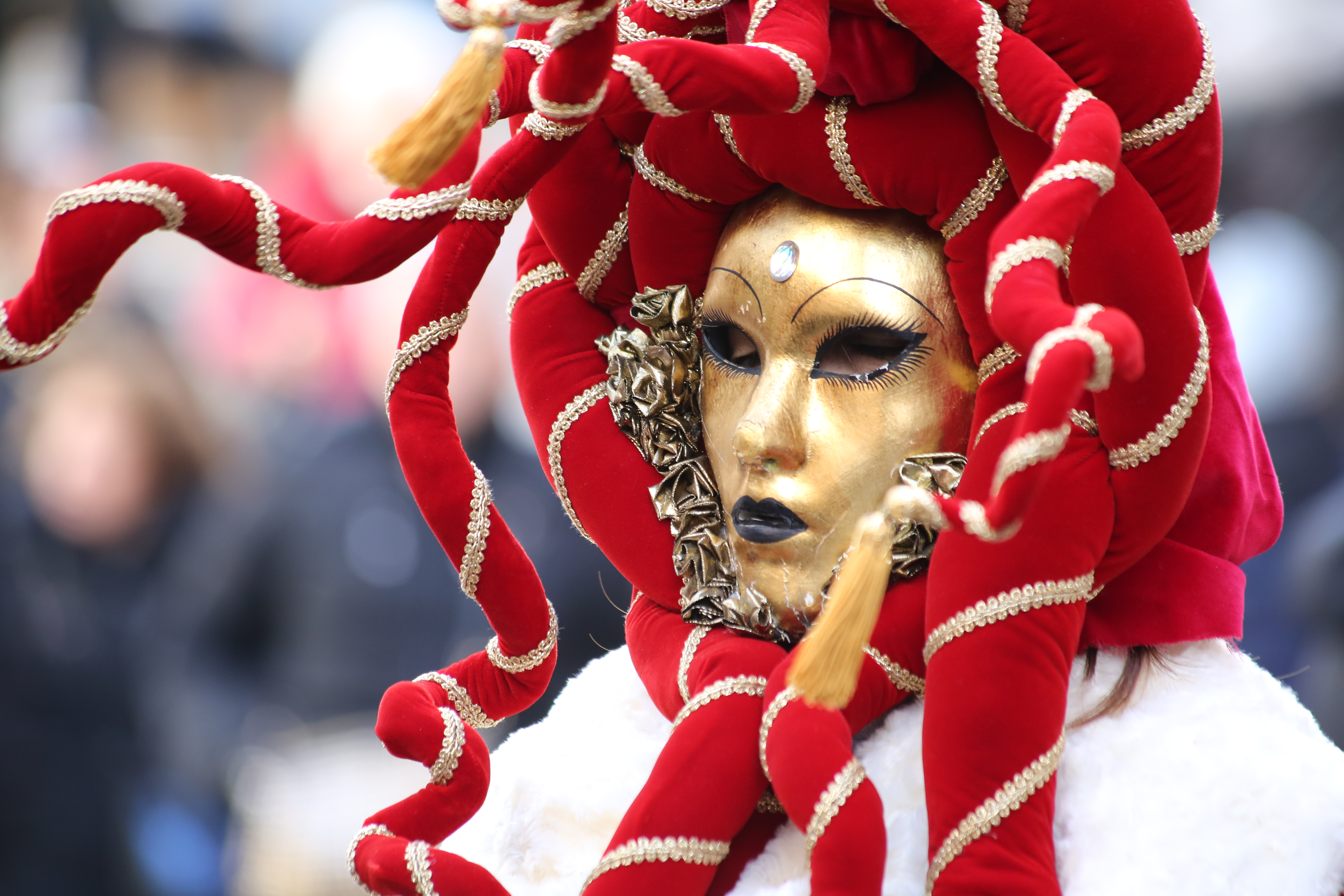

## 같이 보기
- 가면무도회